# Lista de representantes permanentes de Palau nas Nações Unidas
Esta é uma lista de representantes permanentes de Palau, ou outros chefes de missão, junto da Organização das Nações Unidas em Nova Iorque.
Palau foi admitido como membro das Nações Unidas a 15 de dezembro de 1994.
| Início | Término | Representante permanente (Chefe de missão) | Cargo                    | Credenciais |
| ------ | ------- | ------------------------------------------ | ------------------------ | ----------- |
| 2003   | 2013    | Stuart Beck                                | Representante permanente | 2004-04-13  |
| 2013   | atual   | Caleb Otto                                 | Representante permanente | 2013-09-03  |